# Корево, Николай Николаевич
Никола́й Никола́евич Корево́ (12 (24) июня 1860 — 3 мая 1935, Париж) — статс-секретарь Государственного совета, сенатор (1916), тайный советник.

## Биография
Происходил из дворян Санкт-Петербургской губернии. Домовладелец города Санкт-Петербурга.
Окончил Ларинскую гимназию с серебряной медалью (1878) и историко-филологический факультет Санкт-Петербургского университета со степенью кандидата (1883). Службу по Министерству народного просвещения начал 1 сентября 1885 года преподавателем истории в женской гимназии Стеблин-Каменской.
В 1890 году был причислен к кодификационному отделу при Государственном совете, а 1 января 1894 года определен в Государственную канцелярию. В 1899 году был назначен заведующим делопроизводством комиссии для составления сведений по финляндским законам, необходимым для производства дел в Государственном совете, а в 1900 году — утвержден в должности помощника статс-секретаря.
Во время подготовки к празднованию юбилея Государственного совета входил в состав группы чиновников, занимавшихся составлением и изданием юбилейного альбома; помогал Репину в организации работы над картиной «Торжественное заседание Государственного совета 7 мая 1901 года». В 1904 году работал в комиссии по вопросу о русском правописании под председательством великого князя Константина Константиновича.
В 1906—1913 годах входил в различные комиссии и совещания по систематизации финляндских законов. По поручению председателя Совета министров П. А. Столыпина, следил за исполнением дел Великого княжества Финляндского в канцелярии Совета министров. В 1907 году был произведен в действительные статские советники, а в 1909 году — пожалован в камергеры. С 1911 года состоял членом Особого совещания по делам Великого княжества Финляндского. Под редакцией Корево был сделан перевод и издание на русском языке всего законодательного корпуса Финляндии.
Был одним из учредителей Всероссийского национального клуба в Петербурге.
13 мая 1913 года назначен был статс-секретарем Государственного совета сверх штата, а 6 мая 1914 года — пожалован в должность гофмейстера. 1 января 1916 года назначен сенатором с производством в тайные советники.
После Октябрьской революции эмигрировал во Францию, жил в Париже. Участвовал в работе Общества единения русских в Ницце. Изучал вопросы престолонаследия. В 1922 году опубликовал брошюру «Императорский всероссийский престол», в которой доказывал незаконность отречения Николая II  и обосновал право на Престол Российской Империи Великого Князя Кирилла Владимировича. 
Скончался в 1935 году в Париже.

## Семья
Был женат дважды. Первая жена — Екатерина Николаевна (1874—1940), внебрачная дочь великого князя Николая Николаевича. В 1912 году брак был расторгнут. Вторая жена — дочь французского фабриканта Жанна-Полина-Мария Павловна Кальметт-Аньвуан.

## Награды
- Орден Святого Станислава 2-й ст. (1899)
- Орден Святой Анны 2-й ст. (1901)
- Орден Святого Владимира 4-й ст. (1904)
- Орден Святого Владимира 3-й ст. (1909)
- Орден Святого Станислава 1-й ст. (1912)
- Орден Святой Анны 1-й ст. (1914)

## Работы
- Об изданиях законов Российской империи. — Санкт-Петербург, 1900.
- Доклад Н. Н. Корево по финляндскому вопросу. — Санкт-Петербург, 1907.
- Издания местных законов Российской империи. — Санкт-Петербург, 1907.
- К вопросу о равноправии: положение русских в Финляндии и финляндцев в Империи. — Санкт-Петербург, 1907.
- Общее уложение Финляндии 1734 года и дополнительные к нему узаконения: в 3 томах. — Санкт-Петербург, 1912.
- Сеймовый устав для Великого Княжества Финляндского, высочайше утверждённый 20 июля 1906 года. — Санкт-Петербург, 1913.
- Финляндия и общегосударственное законодательство: доклад. — Санкт-Петербург, 1914.
- Финляндия в русской печати: материалы для библиографии: 1901—1913. — Петроград, 1915.
- Императорский Всероссийский престол: наследование престола по основ. гос. законам. — Париж, 1922.